# Exode des Grecs en Corse
 (avril 2014).
 (avril 2014).
En 1676, une colonie grecque en provenance du sud du Péloponnèse s'est installée sur le littoral occidental de Corse, d'abord à Paomia, puis à Cargèse, au nord d'Ajaccio.

## De l’origine de l’exil des Grecs
Vers 1670, les habitants du Magne, une péninsule située dans le sud-ouest de la province du Péloponnèse, entre le golfe de Laconie et celui de Messène, émigrent pour échapper à la domination ottomane.
Réfugiés dans leurs montagnes, les Maniotes révoltés y sont attaqués. Quelques familles de cette contrée, soit près de 800 Maniotes originaires de Vitylo ou Oitylos (Laconie) dans le Magne, décident de quitter la région sous la conduite de leur évêque Mgr Parthenios (ou Parthenius) pour fuir la répression.
Un Grec respecté de Maïni, Ioannès Stephanopoulos (Ghjuvan Stefanopoli en corse, Jean Stéphanopoli en français), est chargé de leur trouver un refuge. Après une vaine quête d'un lieu propice en Italie, il arrive à Gênes où il demande au Sénat sa protection et lui expose l'objet de son voyage. Il est bien accueilli par les autorités, qui lui concèdent un vaste pays sur la côte occidentale de l'île de Corse, avec la possibilité de choisir entre Paomia, Salogna et Revinda dans la juridiction de Vico, et offrent leur aide pour l'établissement de la colonie.
Stephanopoulos visite l'île de beauté et revient après avoir choisi la piève de Paomia. De retour à Maïni, Stephanopoulos n'a aucun mal à décider ses compatriotes à quitter leur patrie. Les circonstances étaient on ne peut plus pressantes car le sultan Mourad IV (mort en 1640) venait d'envoyer contre eux des forces considérables.

### L'exode
En 1673, profitant de la présence d'un vaisseau français dans le port de Vitylo, 730 Maniotes s'embarquent diligemment.
La petite colonie, composée d'hommes, de femmes, d'enfants et de vieillards, montagnards du Taygète, marins de Vitylo et popes, embarque le 3 octobre 1673 à Porto-Betilo, à bord du navire « Le Sauveur », sous pavillon français, attaché au port de Marseille et commandé par Daniel, son capitaine. Après deux escales à Zante et à Messine, Stephanopoulos se rend à Gênes, où la concession de territoire qui lui était promise est solennellement formalisée par le Sénat.
Selon le contrat de transport pour Gênes que les Grecs ont conclu à Porto Vitylo avec le capitaine du navire, le voyage devait durer dix jours. Il en met en fait 97 pour arriver à bon port. Le bateau fait voile vers Gênes ou Livourne, selon que le vent le dirigera vers l’une ou l’autre desdites villes. Au cours de ce long et pénible voyage, 120 Grecs périssent pour des causes diverses : mauvaises conditions de vie et d'hygiène à bord du bateau, tempêtes et chutes à la mer, attaques des pirates barbaresques. Il y aura aussi quelques naissances à bord.
Les Grecs arrivèrent à Gênes dans les premiers jours de janvier 1676. Une autre émigration, composée de 400 personnes, partira quelques jours après, pour rejoindre la première, mais elle est prise par la flotte turque et massacrée impitoyablement.
Dans une lettre de mission adressée à Isidoru Bianchi de Coggia, premier gouverneur de la colonie en 1676, le gouvernement génois a écrit : « con assegnar loro i luoghi già destinati di Paomia, Revinda e Salogno »,.

## La convention avec les Génois
Durant les deux mois de leur séjour à Gênes, les Grecs signent le 18 janvier 1676 avec le gouvernement de la Ligurie, le traité daté du 18 janvier 1676, qui assure à la colonie la possession des terres de Paomia. Ce traité contenait les quatorze articles suivants :
1° La république de Gênes entend que la colonie grecque qui va s'établir en Corse soit soumise au souverain pontife en ce qui touche la religion, et qu'elle exerce le rite grec tel qu'il est en usage dans le domaine pontifical et dans les royaumes de Naples et de Sicile ;
2° Qu'à la mort de l'évêque actuel, des moines et des prêtres venus avec la colonie, ceux qui les remplaceront soient nommés par le pape ou par ses délégués ;
3° Que, suivant les sacrés canons et les conciles, le clergé grec soit soumis à l'évêque latin du diocèse de la colonie ;
4° À leur arrivée à Paomia, les colons devront bâtir des églises, des maisons pour leur habitation, et suivre les ordres du Régent que la république y entretiendra ;
5° Lorsque la république en aura besoin, les colons devront la servir sur mer comme sur terre en fidèles sujets ;
6° Les colons jurèrent fidélité et obéissance aux lois de la République, et s'engagèrent à payer exactement les impôts établis ou à établir ;
7° La république assigne aux Grecs, à titre d'emphytéose, trois pays, savoir : Paomia, Revida et Salogna. Elle les leur concède pour eux et leurs descendants, à condition toutefois que les portions de terrain qui seront assignées à chaque colon soient transmises en portions égales à ses enfants, sans distinction de garçon ou de fille. En cas de déshérence, la république rentrera de plein droit en possession du bien ;
8° L'administration de Gênes s'oblige à fournir les matériaux pour construire les églises et les maisons, ainsi que le blé et le froment pour les semailles, à condition que ces avances lui seront remboursées avec exactitude dans le délai de six ans ;
9° Chaque colon est libre d'avoir des fours, et des moulins à eau ou à vent ;
10° La colonie pourra avoir, pour son usage ou sa commodité, des troupeaux de gros et menu bétail ;
11° La république permet à chaque colon d'avoir chez lui des fusils et d'autres armes. Quant aux armes prohibées, il devra en donner connaissance au juge, selon les circonstances ;
12° Le commerce de toute espèce de marchandise est libre, en payant toutefois à la république les droits établis ;
13° Il est permis aux colons d'aller en course contre les Turcs sous pavillon de la république, à charge par eux de payer les droits consulaires et de se conformer aux règlements sur cette matière ;
14° La république s'engage à transporter en Corse, sans frais, la colonie ; mais elle entend être remboursée des dépenses qu'elle a déjà faites pour ledit voyage, et qui s'élèvent à environ mille pièces (« La pièce dont il est question devait être la genovina de 80 f. »).

## Établissement de la colonie à Paomia
En 1676, Gênes prête la somme de 40 000 livres sans intérêt ni redevance à la colonie, afin qu'elle puisse s'installer et bâtir des maisons.
Le 14 mars 1676, le navire accoste au port de Muniacale, « port des Moines », à l'est de la Pointe des Moines, dans le golfe de Sagone. Les Grecs débarquent et se mettent aussitôt en route sur Paomia.
La tradition orale veut qu'à Paomia, tout comme à Renno son voisin, le village a toujours été plus ou moins habité. Dans une lettre écrite à ses parents en Grèce le 25 mai 1677, Stephanopoulos dit : « Les Corses sont venus à nous et nous les avons bien accueillis ; et nous aussi avons été accueillis par des amis » (copie transcrite en langue corse de : I Corsi venenu ind'è noi e l'accugliemu bè ; e noi dinò semu accolti da amici).
C'est Raffaellu Giustiniani, lieutenant du gouverneur provincial de Vico, qui a négocié la venue des Grecs à Paomia.
En contrepartie et en gage de leur volonté de s'insérer dans la société corse, ils acceptent la proposition des autorités de l'île de faire suivre leurs noms du suffixe ACCI. Cette condition transforme les Stephanopoulos, les Capodimachos, les Papadakis, les Zanetakos les Frimigakos et les Dragatsakos en Stefanopoli, Capodimacci, Papadacci, Zanettacci, Frimigacci, Dragacci. Quelques patronymes comme celui de la famille Exiga ne subissent aucune modification. Désormais, les émigrés grecs conserveront leurs nouveaux patronymes durant toutes leurs migrations et jusqu'à nos jours.

Aussitôt arrivés, 

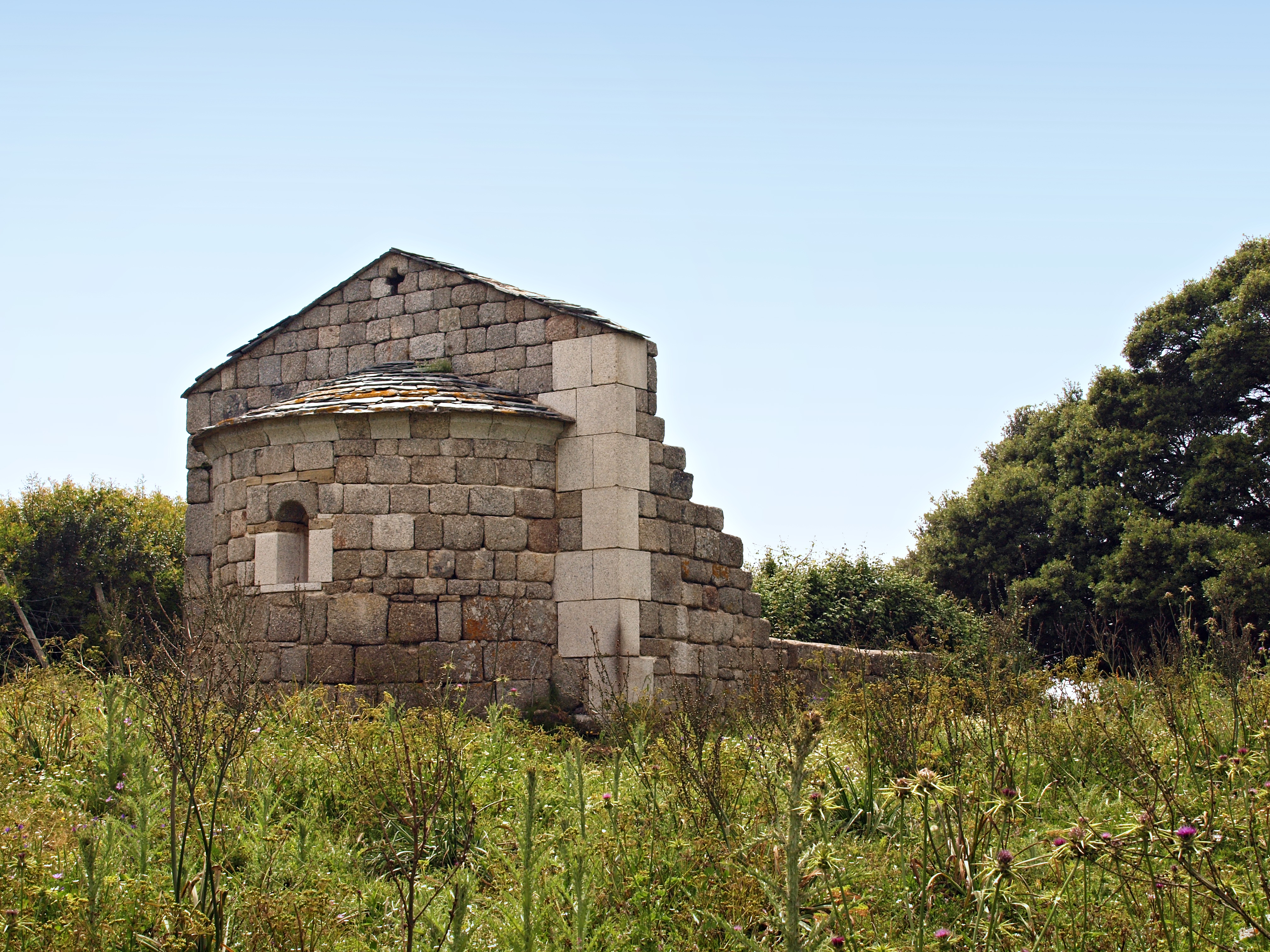
Ancienne église Sainte-Barbe devenue église Saint-Élie avec les Grecs

« Ils furent divisés en neuf escouades, ayant chacune un chef désigné par le suffrage de ses concitoyens. Gênes accorda aux quatre « conducteurs » de la colonie, — Apostolo, Jean, Nicolas et Constantin Stephanopoli, — le titre de chefs privilégiés, comportant le privilège personnel de porter des armes à feu et l'exemption de la taille. La colonie était administrée par un directeur génois nommé pour deux ans : le premier directeur de Paomia fut Pierre Giustiniani, auquel succéda le colonel Buti. »

— Colonna de Cesari-Rocca - Histoire de Corse chap. XIV p. 149
La colonie se met à reconstruire les maisons, qui sont toutes en ruines, et à rebâtir les édifices religieux dans cinq des hameaux rasés au siècle précédent : Pancone (u Pancone), Corone (Curona), Rondolino (u Rundulinu), Salici (u Salge) et Monte-Rosso. « L'église qui devait desservir la paroisse fut bâtie dans le hameau de Rondolino, qui formait le milieu, et elle fut dédiée à Notre-Dame de l'Assomption. Un monastère fut aussi construit dans le hameau de Salici ».
Mais la République a manqué de prudence en ne réglant pas au préalable la question de la propriété : « Les territoires de Paomia, Revinda et Salogna étaient considérés par les pièves de Vico, Renno et la Piana, comme leur appartenant. Ces territoires, ravagés au XIVe siècle par Antoine Spinola, lorsqu'il faisait la guerre aux seigneurs de Leca, étaient restés depuis lors incultes et déserts, la plus grande partie des habitants s'étant, à cette époque, retirés dans les pièves voisines. Si les anciens propriétaires n'avaient point depuis cultivé les terrains qui leur appartenaient, ils n'en avaient point pour cela abandonné la propriété, qu'ils considéraient entre eux comme communale ». Toutefois, la colonie n'éprouve aucune résistance à son établissement.
Homme fort influent dans la contrée, Isidore Bianchi, de Coggia est nommé régent de la nouvelle colonie.
En moins de trente ans, elle parvient à un état parfait de prospérité, et Limperani, qui la visitera en 1713, raconte qu'il fut émerveillé de la beauté du pays, du développement de la culture et de l'industrie des habitants.
Toutefois, la réussite des Grecs suscite bientôt la jalousie de leurs voisins, qui viennent souvent les attaquer ; mais les Grecs, auxquels les Génois ont permis le port des armes, réussissent à les faire renoncer à s'emparer de leur établissement. Tranquilles pendant près de quinze ans encore, ils mettent ce temps à profit pour valoriser leur territoire.

## Conflits avec les Corses

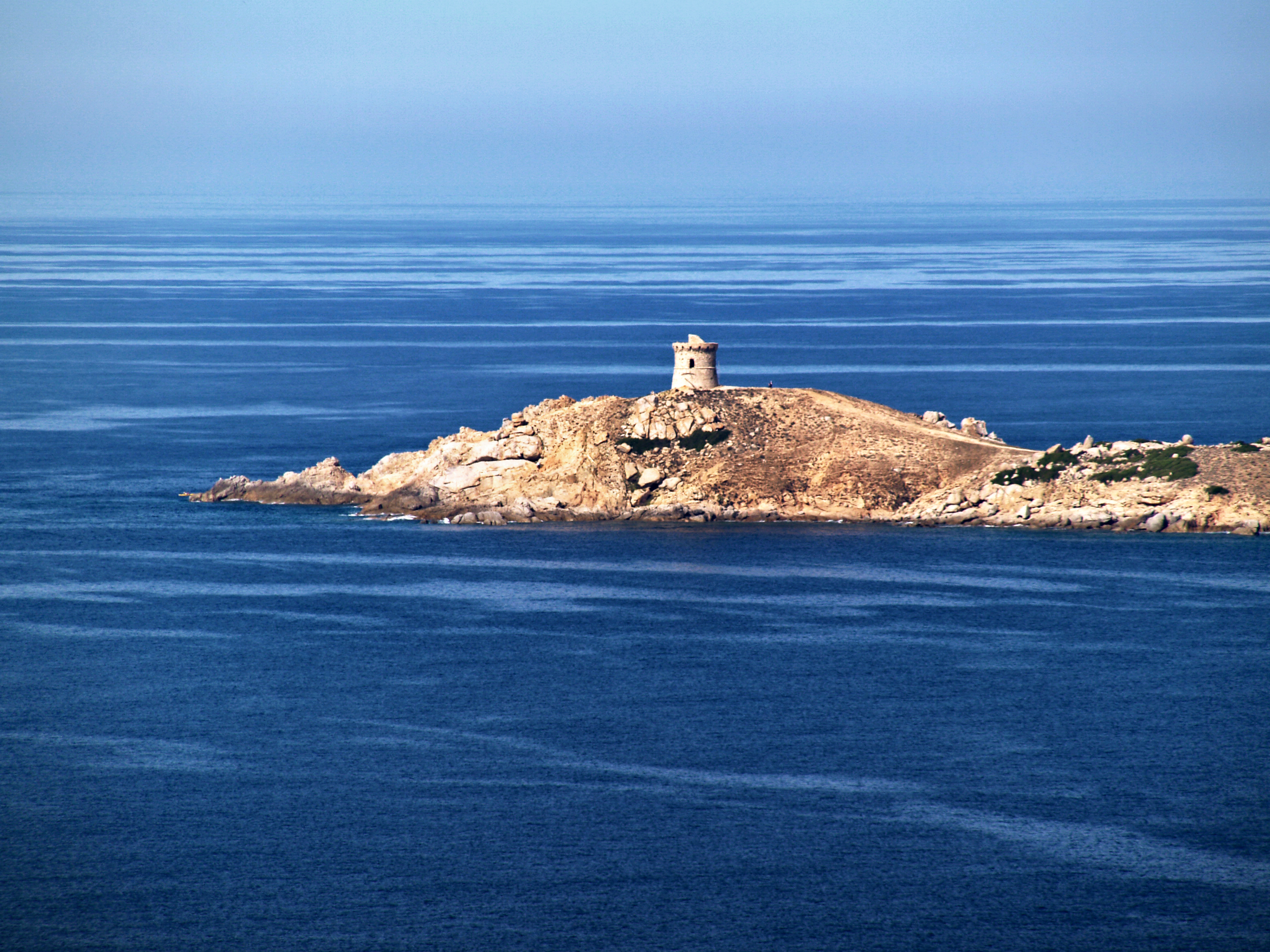
Tour de Paomia

La colonie a connu le bonheur durant cinquante-trois ans à Paomia, depuis son installation en 1676 jusqu'en 1729, époque de la révolution qui éclate dans la Terre de commune et qui dure jusqu'en 1769.
- 1729 - Les Grecs sont brutalement impliqués dans le conflit entre la Corse et Gênes. Vicolais et Niolins envahissent Paomia et, malgré une vive résistance à la tour d'Omigna, ils désarment les habitants en avril 1731. Le village est saccagé, les champs dévastés. Mais les Corses laissent la vie sauve aux habitants.

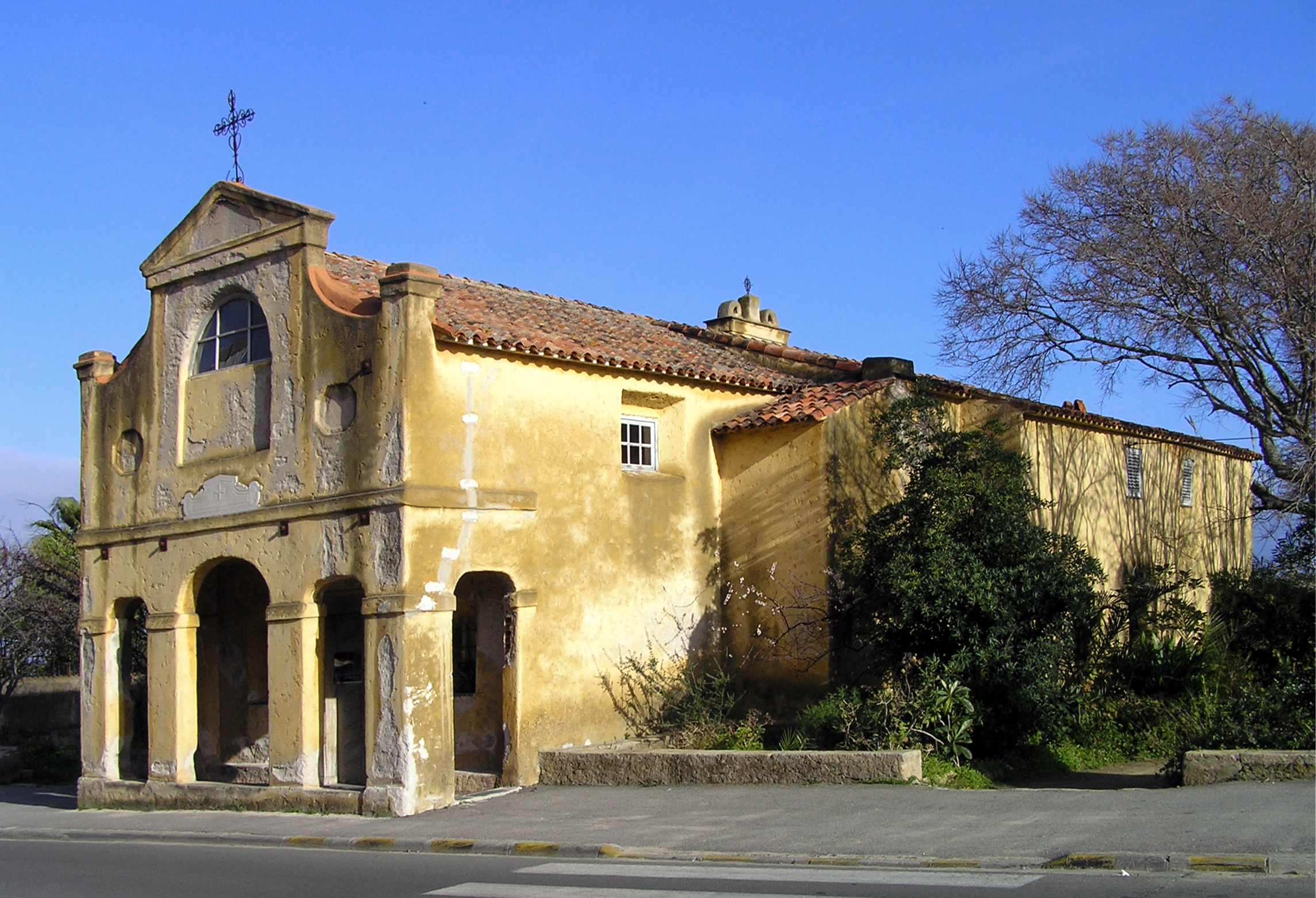
Chapelle des Grecs à Ajaccio

- 1731 - Attaqués, les Grecs se réfugient à Ajaccio où, lors d'un recensement en 1740, est dénombrée une population grecque de 812 habitants[7]. Pour l'exercice de leur religion, ils sont autorisés à utiliser l'ancienne chapelle de la Madonna di u Carmine, située en bordure de l'actuelle route des Sanguinaires, qui est depuis dite « chapelle des Grecs ».

« De la jolie église del Carmine, dite des Grecs, on jouit d'une superbe vue du golfe, des îles Sanguinaires et des montagnes qui s'étendent jusqu'au cap di Muro. L'église est appelée des Grecs parce que près de là, il en fut enseveli un grand nombre servant dans une armée génoise défaite par les Corses. Elle fut fondée vers le commencement du dernier siècle par Paul Emile Pozzo di Borgo et l'on y voit, avec une inscription, les armes de cette ancienne famille, chantée déjà par le poète corse du siècle, Biagino Leca, surnommé l’Alcyon. »

— Antoine Claude Valery in Voyages en Corse, à l'île d'Elbe et en Sardaigne, 1837 - p. 168.
Les faits ci-après sont extraits de « La grande révolte des Corses contre Gênes 1729-1769 », une chronologie recueillie par Antoine Dominique Monti, président de l'ADECEC Cervioni 1979 :
- 1730 - En mars, les populations de Vicu dévastent les terres des Grecs de Paomia ;

Le 1er août, les gens de Vicu assiègent Paomia mais sont repoussés par les Grecs armés, qui demeurent fidèles à leurs bienfaiteurs.
Le 15 août, de nouveaux incidents ont lieu entre les gens de Vicu et les Grecs.
- 1731-12 avril, les généraux corses Giafferi et Ceccaldi envoient une ambassade à Paomia pour demander aux Grecs de se déclarer contre Gênes, de payer l'impôt de 20 sous, de former un régiment sous les ordres des Généraux et de faire un don de cent fusils. L'ambassade est composée de seize officiers du Niolu. Les Grecs se réunissent dans la maison du regente génois Giacomo Centurione en présence du père T.- M. Giustiniani, prêtre des latins de Paomia. Le lendemain la réponse est négative. Le prêtre Giustiniani est envoyé à Bastia pour demander une protection et des navires pour évacuer femmes et enfants.

Le 27 avril, 2 500 Corses sous les ordres de Francescu Battini, d'Évisa, attaquent la tour de Paomia où se sont retranchés 127 Grecs de Paomia après avoir envoyé leurs familles à Ajaccio. Au bout d'une résistance de 3 jours, les Grecs se dégagent et rejoignent leurs familles. Dès leur arrivée, ils organisent trois compagnies au service de la République.
- 1732-2 mai, le colonel Vela, à la tête de troupes génoises, de hussards, de Grecs et d'Ajacciens, en tout mille hommes, occupe Apietu et incendie Calcatoghju. Les Corses accourent et l'obligent à se replier sur Campu di Loru.

« Le Campo del Oro fut le théâtre de l'héroïque exploit raconté par [l'abbé] Germanès et pourtant exact, de ces vingt et un bergers de Bastelica, descendus de leurs montagnes, qui repoussèrent les huit cents Grecs et Génois de la garnison d'Ajaccio : coupés ensuite par l'infanterie embarquée sur la petite rivière de Campo del Oro, et enveloppés dans le marais d'il Ricanto, ils y furent tous tués à l'exception d'un seul. C'était un jeune homme qui, étendu parmi ses compagnons et le visage souillé de leur sang, feignit d'être mort ; mais découvert par les hussards génois qui décapitaient ces nobles vaincus, il fut condamné par le commissaire de Gênes, à périr, promené par les rues d'Ajaccio, chargé de six têtes des pâtres, ses parens, puis mis en quartiers et exposé sur les murailles »

— Antoine Claude Valery in Voyages en Corse, à l'île d'Elbe et en Sardaigne, 1837 - p. 182-183.
- 1734 - mars, mouvements concertés des troupes génoises pour débloquer Corte. Le major Marchelli est chargé de passer de San Pelegrinu en Casinca pour faire diversion. Paoli l'attaque à la Venzulasca et l'oblige à se replier. Une petite troupe chargée de rejoindre Corte, en passant par Aléria, est contrainte de se réfugier à San Pellegrinu. D'Ajaccio, Cattaneo envoie 200 hommes par Bucugnanu et Vivariu. Attaqués, ils font demi-tour par Bastelica. Ghjacumu Santu Petriconi, à la tête de 300 hommes, des Grecs pour la plupart, s'embarque à Aiacciu pour Sagone. Il doit se rendre à Corte par le Niolo. Dans la nuit du 29 au 30 mars, Castineta l'attaque à Campotile (Niolo) et l'oblige à se replier sur Vico.

15 avril, l'assemblée générale de la nation, convoquée au couvent d'Alesani, délibère sur les affaires présentes et discute la constitution du royaume, dont les articles principaux furent arrêtés. L'article 9 prévoit : Tous les biens des Génois et des rebelles à la patrie, comme aussi ceux des Grecs établis à Paomia, seront confisqués.
- 1741-4 novembre, Bernardino Centurione, Génois né à Paomia, est nommé évêque d'Ajaccio en remplacement de Carlo Maria Lomellini, transféré à Gérapolis.
- 1745 - avril, des incidents graves éclatent entre Grecs et Corses. Les pieve d'Ornanu, Talavu, Cavru et Celavu interdisent la sortie d'Ajaccio aux 200 soldats grecs au service de la République.
- 1757-11 décembre, les Français interviennent une troisième fois dans le conflit. Louis-Florent de Vallière est chargé par le marquis de Castries de recruter un escadron de 160 cavaliers grecs et corses. La levée de cette troupe, facilitée par Bianca Rossi, se faisait normalement lorsque Sorba fit des remontrances au gouvernement français : Louis XV fait savoir à la République qu'il espère qu'elle ne s'opposera pas à la formation d'un tel escadron.
- 1758-11 juin, Sorba demande officiellement le renvoi des Corses du régiment « Vallière » ; la République avait autorisé le recrutement des Grecs.
- 1763 - mars, sur demande des Turcs et des Grecs, des bâtiments battant pavillon corse sont séquestrés dans le port de Livourne alors que la République de Toscane (comme le royaume de Sardaigne) avait reconnu ce pavillon. Par sa diplomatie, Paoli obtient peu après la levée du séquestre.
- 1767-9 août, dans le port d'Ajaccio les bateaux chargés des troupes françaises sont à l'ancre et les navires espagnols commencent à débarquer les Jésuites, lorsque Francescu Gaffori à la tête de 10 000 Corses, s'introduit dans la ville. Le commissaire Albora s'enferme dans la citadelle avec 150 hommes de troupes régulières et les Grecs, et menace de bombarder les maisons. M. de Poulariès intervient pour interdire les hostilités et envoie une estafette à Marbeuf.

## L'installation à Cargèse
- 1773 - Louis XVI, voulant récompenser les Grecs de l'appui qu'ils ont apporté aux troupes françaises lors de la reconquête de l'île sur les Corses révoltés, ordonne à Marbeuf, maréchal de camp commandant en chef des armées sur l'île, d'établir les Grecs à un lieu-dit « Carghjese » proche de Paomia. Marbeuf dresse le plan d'un nouveau village dont les rues sont tracées perpendiculairement à un axe central.
- 1773 - Les Grecs reçoivent de Marbeuf le territoire de Cargese et y édifient un village de 120 maisons sous les ordres du capitaine Ghjorghju Stefanopoli.

Mais les gens de Renno avaient toujours des prétentions sur le site. Ils viennent détruire le travail commencé, sauf que cette fois, les droits des Grecs sont reconnus. Un échange rapide de terrains se fait ; le lieu-dit l'Umbriccia di u Peru, futur Cargèse, est conservé par les Grecs, les Rinnesi recevant Paomia.
- 1775 - À partir du mois de mai, 97 familles grecques consentent à s’y établir. Chaque famille a droit à un potager, un verger et un pâturage. Pour assurer leur sécurité, une caserne est construite pour abriter 40 soldats de garde.
- 1778 - Pour les services rendus en Corse, Marbeuf est fait marquis de Cargèse qui, durant un court laps de temps, était aussi appelé Marbeuf. Le nouveau marquis y fait construire un château de 28 pièces.
- 1785 - Cargèse compte 420 habitants dont 341 Grecs.
- 1786 - Le comte de Marbeuf meurt à Bastia. Il y est inhumé dans l'église Saint-Jean.
- 1789 - À la Révolution française, ses restes humains sont jetés à la mer, en même temps qu'est incendié et détruit son château. Le 20 août, les habitants des communautés de Frassettu, Zevacu, Quasquara et Campu, conduits par leurs curés et leurs officiers municipaux, dévastent les concessions faites par le roi sur la rive sud du golfe d’Aiacciu. D’autres actions du même genre auront lieu : les montagnards de la région de Vicu contre les propriétés des Grecs, les habitants du Fiumorbu contre le Migliacciaru, les habitants de Bonifaziu contre le domaine de Maimbourg, etc.
- 1790 - Début juin, un accord intervient entre les colons grecs et les communautés de Vicu, Renno, Letia, Appriciani et Balogna, pour un partage des terres.

## Départ puis retour à Cargèse
Le décès de Marbeuf, la révolution surtout, allaient à nouveau remettre en cause la présence de ces étrangers. Attaqués par les montagnards des environs, notamment du village de Vico, les Grecs durent subir un nouvel exode vers Ajaccio.
- 1797 - Si certaines préfèrent rester à Ajaccio, la plupart des familles consentent à regagner Cargèse après avoir reçu les assurances des autorités.
- 1814 - Nouveau soulèvement des Corses, nouvelles menaces qui se traduisent par la signature d'un acte par lequel, les Grecs abandonnent la quasi-totalité de leurs biens. Cet acte sera annulé en 1882. Il avait provoqué un nouvel exode.
- 1829 - Une ordonnance de Charles X du 29 mars 1829 prescrivit la construction d'une église latine et le maintien de l'église grecque. Les deux églises (rite latin et rite grec) sont construites dans la première moitié du XIXe siècle.
- 1830 - Des troubles sont l'occasion d'une nouvelle agression qui échoue. Les malheurs des émigrés étaient enfin terminés.

Ainsi était parachevée la création difficile mais exemplaire, d'une véritable communauté gréco-corse.